# کوه ایون
کوه ایون (به انگلیسی: Eon Mountain) یک کوه در کانادا است که در بریتیش کلمبیا واقع شده‌است. کوه ایون ۳٬۳۰۵ متر بالاتر از سطح دریا واقع شده‌است.